# Annona boliviana
Annona boliviana  es una especie de planta con flor en la familia Annonaceae. Es endémica de Bolivia en Larecaja, La Paz. 

## Taxonomía
Annona boliviana fue descrita por (R.E.Fr.) H.Rainer y publicado en Annalen des Naturhistorischen Museums in Wien: Serie B: für Botanik und Zoologie 108: 193, en el año 2007.
Etimología
Annona: nombre genérico que deriva del  Taíno Annon.
boliviana: epíteto gerográfico que alude a su localización en Bolivia.
Sinonimia
- Rollinia boliviana R.E.Fr. basónimo[4]